# BVB Be 4/4 477–502
Die Baureihe Be 4/4 477–502 der Basler Verkehrs-Betriebe (BVB) ist ein vierachsiger Tram-Grossraumwagen, der in den Jahren 1986 und 1987 für das Basler Tramnetz beschafft wurde. Lokal sind sie aufgrund ihrer Form und der grünen Lackierung auch unter dem Spitznamen «Cornichons» bekannt. Die Serie umfasst die 26 Motorwagen mit den Betriebsnummern 477 bis 502 und ist bis heute im Einsatz. Hergestellt wurden sie von Schindler aus Pratteln und BBC. Sie sind mit je vier Motoren vom Typ 4 ELO 2052 T ausgestattet, die 2 × 150 kW leisten. Die „Cornichons“ kommen gemeinsam mit den älteren Standardwagen, das heisst mit den Motorwagen 466–476 und den zugehörigen Anhängewagen, zum Einsatz. Hierbei werden meist Dreiwagenzüge aus einem Motorwagen und zwei Anhängern (Linien 1 und 14) oder einem Motorwagen, einem mittig laufenden Anhänger und einem geführten Motorwagen am Schluss (Linie 3) gebildet.

## Galerie

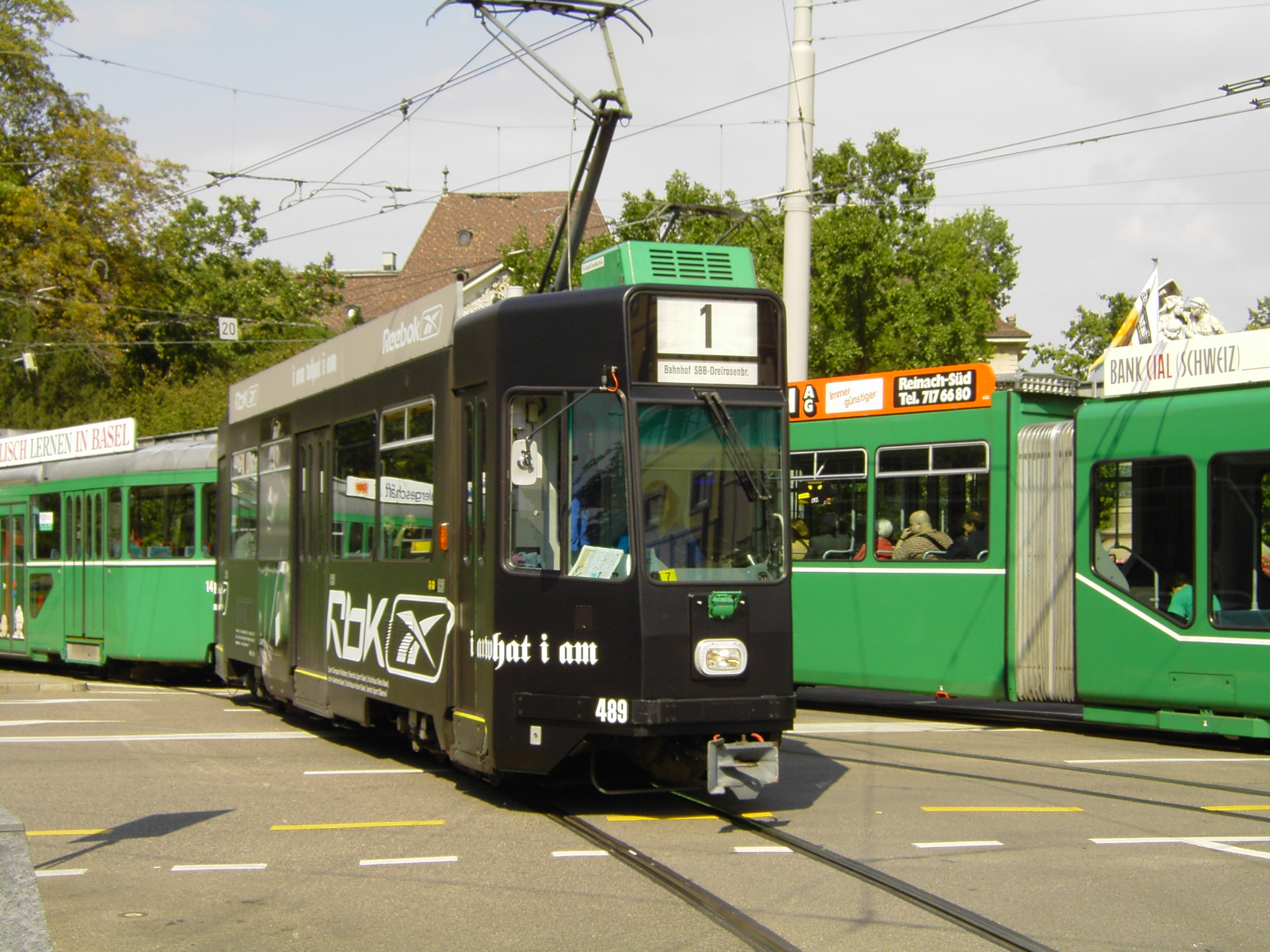
Be 4/4 489 mit Werbeanstrich auf dem Centralbahnplatz
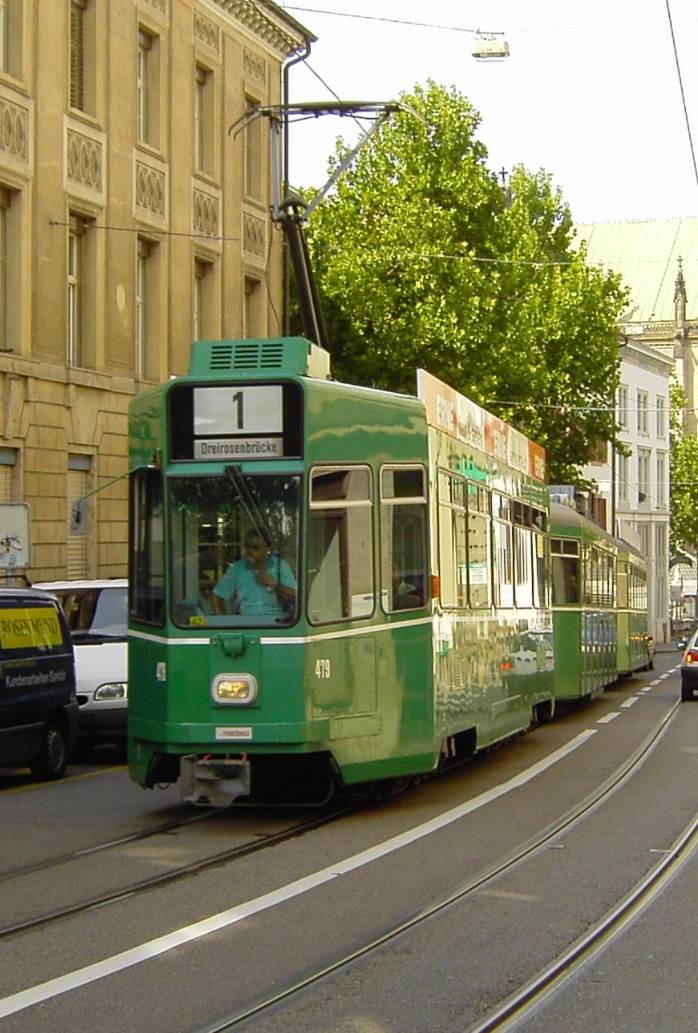
Be 4/4 479 auf der Linie 1 mit zwei Anhängern